# Шузло
Шузло (фр. Chouzelot) насеље је и општина у источној Француској у региону Франш-Конте, у департману Ду која припада префектури Безансон.
По подацима из 2011. године у општини је живело 281 становника, а густина насељености је износила 43,84 становника/km². Општина се простире на површини од 6,41 km². Налази се на средњој надморској висини од 260 метара (максималној 499 m, а минималној 262 m).

## Демографија
| 1962. | 1968. | 1975. | 1982. | 1990. | 1999. | 2011. |
| ----- | ----- | ----- | ----- | ----- | ----- | ----- |
| 186   | 187   | 201   | 219   | 239   | 263   | 281   |

График промене броја становника у току последњих година